# 塔尔塔诺
塔尔塔诺（義大利語：Tartano），是意大利松德里奥省的一个市镇。总面积47.4平方公里，人口201人，人口密度4.2人/平方公里（2009年）。国家统计（ISTAT）代码为014064。